# James J. Walsh
Pour les articles homonymes, voir James Walsh (homonymie) et Walsh.
James Joseph Walsh (né le 20 février 1880, mort le 30 novembre 1948), souvent connu sous le nom de J. J. Walsh, est une personnalité politique irlandaise. Il est Postmaster General (plus tard Ministre des Postes et Télégraphes) de 1923 à 1927 dans l'État libre d'Irlande. Il est membre du Cumann na nGaedheal. Il est aussi membre de l'Association athlétique gaélique. Plus tard, il a été étroitement associé aux initiatives pro-nazies basées en Irlande pendant la Seconde Guerre mondiale, exprimant fréquemment ses idées avec une rhétorique antisémite,.